# Chrysobothris dudleyaphaga
Chrysobothris dudleyaphaga är en skalbaggsart som beskrevs av Wescott 2007. Chrysobothris dudleyaphaga ingår i släktet Chrysobothris och familjen praktbaggar. Inga underarter finns listade i Catalogue of Life.